# Sandra Schumacher
Sandra Schumacher, född den 25 december 1966 i Stuttgart, Tyskland, är en västtysk tävlingscyklist som tog OS-brons i linjeloppet vid olympiska sommarspelen 1984 i Los Angeles.